# Сражение при Колбс-Фарм
Сражение при Колбс-Фарм (англ. The Battle of Kolb's Farm) — одно из сражений Атлантской кампании в годы американской гражданской войны, произошло 22 июня 1864 года около фермы Колба в штате Джорджия. Это было случайное боевое столкновение в самом начале боёв за гору Кеннесо, возникшее в результате попытки генерала Джозефа Джонстона, командующего Теннессийской армией, прикрыть свой левый фланг. Задача была выполнена, но в результате чрезмерного риска и плохо организованной разведки корпус генерал-лейтенанта Джона Белла Худа понес большие потери.